# Rachel Sterling
Rachel Sterling (ur. 11 listopada 1979 w Corpus Christi w stanie Teksas) – amerykańska aktorka, modelka i tancerka.
Jest pochodzenia meksykańsko–koreańskiego. W przeszłości należała do zespołu The Pussycat Dolls.

## Filmografia
- 2009: Surogaci jako Vivian
- 2006: White Air jako Zoe
- 2005: Polowanie na druhny jako brunetka
- 2005: Undiscovered jako piękna dziewczyna
- 2004: HellBent jako dziewczyna w samochodzie
- 2003: Odwet jako Assia
- 2001: Nigdy za dużo jako dziewczyna
- 2001: Kocurek jako Cherry

### Gościnnie
- 2003: Las Vegas jako Stacy
- 1998–2002: V.I.P. jako Lucious